# Franz Rowas
Franz Rowas (* um 1917) ist ein deutscher ehemaliger Ministerialbeamter und Mitarbeiter im Auswärtigen Amt, der zeitweise mit gutachterlichen Kontrollaufgaben (Filmzensur) betraut war.

## Leben
Über den persönlichen und beruflichen Werdegang von Rowas vor seinem Eintritt ins Auswärtige Amt ist wenig bekannt. Vermutlich hat er in München studiert und promoviert. 1950 trat er als Herausgeber der Werke von Franz Grillparzer in Erscheinung.
Ab 1953 war Rowas im Auswärtigen Dienst tätig. Zunächst war er als Hilfsreferent für das Filmwesen im „Referat 605“ der Kulturabteilung zuständig, welches später die Referatsbezeichnung „IV6“ erhielt. Das Referat war für Kunst, Film, Rundfunk, Fernsehen und Treuhandverwaltung von Kulturgut zuständig. Mitte des Jahres 1968 wurde er in das „Referat IV5“ der Kulturabteilung versetzt, welches für Wissenschaft, Hochschulen, Jugendfragen und Sport zuständig war. Vermutlich 1971 wechselte er in das „Informationsreferat Ausland“ in die Leitungsebene, der Rowas bis zur Beendigung seines Arbeitsverhältnisses im Jahr 1982 angehörte.
Seine Aufgaben wechselten während seiner Laufbahn, sie umfassten u. a. die Auswertung der Jahresberichte der Auslandsvertretungen über die politische Öffentlichkeitsarbeit; Film, Fernsehen und Rundfunk als Medien der politischen Öffentlichkeitsarbeit; Deutsche Welle; Deutschlandfunk; Neue Weltnachrichtenordnung; Nutzung der Entwicklungshilfe für die politische Öffentlichkeitsarbeit und Redaktion der Informationsdienste. Zeitweise war er Mitglied der deutschen Delegation bei den Internationalen Filmfestspielen im Ausland und Vertreter der Bundesregierung in den Filmausschüssen der damaligen Westeuropäischen Union. Zudem führte er die Sekretariatsgeschäfte des Paritätischen Auswahlausschusses für die Internationalen Filmfestspiele und trat im Bedarfsfall als Gutachter des Auswärtigen Amts bei der Freiwilligen Selbstkontrolle der Filmwirtschaft auf.

### Filmkritische Tätigkeit
Dokumentiert sind „zensurale Tätigkeiten“ von Rowas in verschiedenen Fällen. So war er im Vorfeld des auf Veranlassung des damaligen Bundeskanzlers Konrad Adenauer erfolgten Verbots des Films Bis fünf nach zwölf – Adolf Hitler und das 3. Reich im Jahr 1953 aktiv. Adenauer sah seine politischen Bemühungen um die Re-Integration der BRD durch den Film gefährdet und erwirkte über das Innenministerium dessen Verbot. Der Film war der erste in der gesamten BRD verbotene Film. Ebenso spielte Rowas bei den Kontroversen um Alain Resnais’ KZ-Dokumentarfilm Nuit et brouillard eine Rolle, dessen auf deutschen Druck hin erfolgte Absetzung bei den Filmfestspielen in Cannes im Jahr 1956 internationale Empörung auslöste. Hier war Rowas hinsichtlich der deutschen Nicht-Aufführung bei der Berlinale aktiv.
Ebenfalls im Jahr 1956 hatte der Kölner Komponist Bernd Alois Zimmermann den Auftrag zur Komposition einer Musik zu „Sintflut und Asche“ angenommen, einem Kurzfilm über Kriegszerstörung und Wiederaufbau. Bei einer Aufführung des Films im Rahmen der Deutschen Architektur-Ausstellung in Buenos Aires wurde Kritik an der Musik laut, die über den Deutschen Botschafter auch zu Rowas drang. Daraufhin drohte Rowas damit, den Film, der im Übrigen sehr gut aufgenommen wurde, nicht weiter im Ausland zu zeigen: „Es scheint jedoch nicht möglich, den Film in der jetzigen Tonfassung zu verwenden, da von dieser, insbesondere von der Musik, eine störende Wirkung befürchtet werden muß.“ Rowas setzte den Regisseur und Produzenten des Films, Hans Joachim Hossfeld, unter Druck, dieser musste die Musik gegen Bachsche Choralmusik austauschen, mit der der Film – zumindest im Ausland – weiter aufgeführt wurde.